# Олександр Тансман
Олександр Тансман (пол. Aleksander Tansman; спочатку Танцман; 30 травня (12 червня) 1897, Лодзь — 15 листопада 1986, Париж) — польський і французький композитор, піаніст і педагог.

## Біографія
З заможної єврейській сім'ї з Пінська. Його батько Мойше Танцман (1868—1908) помер коли Олександру було 10 років і він зі старшою сестрою Терезою (1895) виховувався матір'ю — Ханою Львівною Танцман (уродженою Гурвич, 1872—1935).
Навчався в Лодзінській консерваторії, грав в міському симфонічному оркестрі. Потім навчався у Варшаві, паралельно із заняттями музикою (педагог по композиції — Генрик Мельцер) вивчав право у Варшавському університеті. З 1920 року жив у Парижі, за винятком військових років (1941—1946), які він провів у США.
Після окупації Парижа в 1940 році втік з сім'єю в Ніццу, де жив в укритті до отримання американської візи в наступному році. Дружив з Равелем, Прокоф'євим, Андресом Сеговія, пізніше — зі Стравінським (написав змістовну монографію про нього, 1949). Виступав як піаніст-віртуоз і диригент, широко і з успіхом концертував у багатьох країнах світу.
Перша дружина (з 1924 року) — танцівниця з Румунії Анна Елеонора Брочінер (1904—1986). Друга дружина (з 1937 року) — французька піаністка Колетт Крас.

## Творчість
Для пізнього періоду творчості Тансмана характерне об'єднання особливостей музики різних французьких композиторів, що не потрапили під вплив А. Шенберга і його послідовників, яскраве інструментування, барвиста гармонія, а також використання елементів джазу. У деяких роботах Тансман поєднує прийоми політональної музики і атональної музики з мелодикою польського фольклору, використовує традиційні польські танцювальні форми. Порвав з традиціями неоромантизму, прийшовши до неокласицизму, який є близький до пошуків Стравінського, Гіндеміта, Пуленка, Казелли. У післявоєнні роки все більше використовував єврейські елементи як в інструментальних, так і особливо вокальних творах. Працював в кіно, співпрацюючи з Ж. Епштейном, Ж. Дювів'є та ін. Писав джазову музику.

## Твори

### Твори для оркестру
- I Symfonia (1917)
- II Symfonia (1926)
- III Symfonia Symfonie concertante (1931)
- IV Symfonia (1939)
- V Symfonia (1942)
- VI Symfonia In memoriam (1943)
- VII Symfonia Liryczna (1944)
- VIII Symfonia Muzyka na orkiestrę (1948)
- IX Symfonia (1957)
- Rapsodie polonaise (1941)
- Muzyka na smyczki (1947)
- Capriccio (1953)
- Koncert na orkiestrę (1955)
- Symfonia kameralna (1960)
- Six movements для струнного оркестру (1961)
- Diptyque для камерного оркестру (1969)
- Quatre mouvements (1969)
- Hommage à Erasme de Rotterdam (1969)
- Stèle. In memoriam I. Stravinsky (1972)

### Концерти
- I Концерт для фортеп'яно (1925)
- II Концерт для фортеп'яно (1926)
- Концерт для альта (1936)
- Концерт для скрипки (1937)
- Концерт для гітари (1946)
- Концерт для кларнета (1955)
- Концерт для віолончелі (1962)
- Концерт для флейти (1968)

### Опери
- La Nuit Kurde (1925)
- Le Serment (Przysięga) (1955)
- Саббатай Цеві / Sabbataї Zèvi (1958)
- Соловей в садах Боболі / Le Rossignol de Boboli (1965)

### Балети
- Sextuor (1922)
- Lumières (1926)
- La grande ville (1932)
- Bric-à-Brac (1933)
- Mexico Américain (1945)
- Le roi qui jouait le fou (1947)
- Trois de Nuit (1949)

## Педагогічна діяльність
Серед учнів Тансмана — Крістобаль Альфтер, Кармело Бернаола, Леонардо Балада.

## Визнання
Золотий знак Ордена Заслуг перед республікою Польща, Нагрудний знак «За заслуги перед польською культурою» (обидва — 1983).

## Музичні присвяти Тансману
- Генртк Гурецький — Симфонія № 4 «Епізоди Тансмана» для фортеп'яно, органу та симфонічного оркестру (2006)